# Brachynectes fasciatus
Brachynectes fasciatus är en fiskart som beskrevs av Scott, 1957. Brachynectes fasciatus ingår i släktet Brachynectes och familjen Tripterygiidae. Inga underarter finns listade.